# Polycrasta albipuncta
Polycrasta albipuncta là một loài bướm đêm trong họ Geometridae.